# MOMENTARY LILY 剎那之花
《MOMENTARY LILY 剎那之花》是由GoHands製作的原創電視動畫，於2025年1月至3月播出。
擔任總導演及角色設計的鈴木信吾稱本作品是「描寫少女們的牽絆、面對苦難的身姿、一同歡笑的溫暖等內容的故事」。

## 登場人物
河津百合（聲：阿部菜摘子）
一頭金色長髮、積極性強的少女。作為團隊核心，當面臨困難時，會帶領隊伍前進。
高台寺歐石楠（聲：櫻木鶇）
團隊中的資深成員，容貌美麗、身材豐滿、充滿包容性的大姊姊。
薄墨雛罌粟（聲：若山詩音）
戴著遊戲眼鏡的少女。體力較弱。會通過遊戲的戰況進行分析來幫助其他人。
霞蓮華（聲：村上真夏）
有溝通障礙的少女，當有不認識的人和她說話時會昏倒。擅長用醃製食品製做美味佳餚。
吉野山茶花（聲：久野美咲）
一個時尚、認真的雙馬尾少女。在意自己皮膚的保養。
咲耶菖蒲（聲：島袋美由利）
一個沉著冷靜、綁馬尾的黑髮少女。

## 製作人員
- 原案、動畫製作：GoHands[1]
- 原作：GoHands、松竹
- 總導演、角色設計：鈴木信吾
- 導演：工藤進、橫峰昌
- 劇本：八薙玉造
- 總作畫監督：谷圭司、谷田誠
- 音響製作：Glovision（日语：グロービジョン）
- 音響監督：中島園見、村松久進
- 音樂製作：FABTONE
- 音樂：Ryosuke Kojim
- 音樂製片人：寿福知之
- 製作：MOMENTARY LILY 刹那之花制作委员会

## 主題曲
片頭曲
演唱：Hanabie.，作詞、作曲：Yukina、Matsuri，編曲：Matsuri、Yuyoyuppe。
片尾曲
演唱、作詞、作曲：Miwa，編曲：Akihisa Matzura。

## 各話列表
| 話數   | 標題                                           | 劇本               | 分鏡               | 演出               | 作畫監督 | 首播日期      |
| ------ | ---------------------------------------------- | ------------------ | ------------------ | ------------------ | --- | ------------- |
| 第1話  | 歷經孤獨後的秋刀魚三吃                         | 八薙玉造           | 鈴木信吾           | 鈴木信吾、橫峯克昌 | 內田孝行、上條圓己、佐藤伶香、新城晴菜、鈴木信吾、圭司、古田誠                                                 | 2025年 1月3日 |
| 第2話  | 跟大家一起的鯖魚罐頭儀式番茄鍋                 | 八薙玉造、鈴木信吾 | 鈴木信吾           | 安達翔平、鈴木信吾 | 內田孝行、上條圓己、坂元愛里、新城晴菜、鈴木信吾、圭司、築佳乃、中井鬱瑠、中野那保、古田誠、室井大地、吉村真鈴 | 1月10日       |
| 第3話  | 難以忘懷的蟹肉罐頭和鯖魚罐頭散壽司             | 八薙玉造、鈴木信吾 | 鈴木信吾           | 安達翔平、鈴木信吾 | 內田孝行、上條圓己、佐藤伶香、新城晴香、鈴木信吾、圭司、中井鬱璃、中野那保、室井大地、吉村真鈴                 | 1月17日       |
| 第4話  | 軟呼呼的濃郁鹹牛肉罐頭味增拉麵                 | 八薙玉造           | 鈴木信吾、橫峯克昌 | 山岸徹一           | 內田孝行、上條圓己、坂元愛里、圭司、古田誠、室井大地、吉村真鈴                                                 | 1月24日       |
| 第5話  | 傳達心意的鯖魚牡蠣蛋花粥，攪散烤米棒風         | 八薙玉造           | 鈴木信吾、橫峯克昌 | 山岸徹一           | 內田孝行、上條圓己、坂元愛里、圭司、古田誠、室井大地、吉村真鈴                                                 | 1月31日       |
| 第6話  | 泳池影片和夏天的上海風花枝炒麵                 | 八薙玉造           | 橫峯克昌           | 安達翔平           | 內田孝行、上條圓己、佐藤怜香、新城晴香、圭司、中井鬱璃、中野那保、古田誠、吉村真鈴                             | 2月7日        |
| 第7話  | 並肩奮戰的鹽飯糰                               | 八薙玉造           | 橫峯克昌           | 安達翔平           | 內田孝行、上條圓己、佐藤怜香、新城晴香、圭司、中井鬱璃、中野那保、古田誠、吉村真鈴                             | 2月14日       |
| 第8話  | 雨停之後的巧克力棒                             | 八薙玉造           | 鈴木信吾、橫峯克昌 | 橫峯克昌           | 上條圓己、佐藤怜香、新城晴菜、圭司、古田誠、吉村真鈴                                                           | 2月21日       |
| 第9話  | 笑了整晚加入各種東西提味結果偶然變超好吃的咖哩 | 八薙玉造           | 横峯克昌           | 橫峯克昌           | 内田孝行、上條圓己、佐藤伶香、新城晴菜、圭司、古田誠、吉村真鈴                                                 | 2月28日       |
| 第10話 | 另一個人和不夠的罐頭                           | 八薙玉造           | 横峯克昌           | 山岸徹一           | 內田孝行、鐮田莉帆、上條圓己、佐藤伶香、新城晴菜、圭司、中井鬱璃、中林三紀、桃田海音、吉村真鈴                 | 3月7日        |
| 第11話 | 跟無法觸碰的那個人一起調理                     | 八薙玉造           | 横峯克昌           | 山岸徹一           | 内田孝行、鎌田莉帆、佐藤伶香、新城晴菜、圭司、中井鬱璃、中林三紀、桃田海音、吉村真鈴                           | 3月14日       |
| 第12話 | 如此快樂的全餐                                 | 八薙玉造           | 横峯克昌           | 安達翔平           | 內田孝行、佐藤怜香、新城晴菜、圭司、中井鬱璃、中林三紀、古田誠、松峰之介、的場亞梨美、吉村真鈴                 | 3月21日       |
| 第13話 | 大家都在的收尾茶泡飯自助餐                     | 八薙玉造           | 横峯克昌           | 安達翔平           | 内田孝行、上條圓己、佐藤伶香、新城晴菜、圭司、中井鬱璃、中林三紀、古田誠、松峰之介、的場亞梨美、吉村真鈴       | 3月28日       |
| 第14話 | 持續下去的調理，調理!                          | 八薙玉造           | 横峯克昌           | 安達翔平           | 內田孝行、謙田莉帆、上條圓己、佐藤伶香、新城晴菜、圭司、中井鬱璃、古田誠、松峰之介、桃田海音、吉村真鈴         | 3月31日       |

## BD
| 卷數  | 發售日期          | 收錄話數      | 規格編號  |
| ----- | ----------------- | ------------- | --------- |
| 第1卷 | 2025年5月28日     | 第1話—第3話   | SHBR-0762 |
| 第2卷 | 2025年6月25日     | 第4話—第7話   | SHBR-0763 |
| 第3卷 | 2025年7月30日     | 第8話—第10話  | SHBR-0764 |
| 第4卷 | 2025年8月27日預定 | 第11話—第13話 | SHBR-0765 |

## 外部連結
- 官方网站（日語）
- MOMENTARY LILY 剎那之花的X（前Twitter）（日語）